# Pseudomaso
Pseudomaso is een geslacht van spinnen uit de familie hangmatspinnen (Linyphiidae).

## Soorten
De volgende soorten zijn bij het geslacht ingedeeld:
- Pseudomaso longipes Locket & Russell-Smith, 1980